# Hungerburgbahn
La  Hungerburgbahn (chiamata anche Nordpark Railway Stations) è una funicolare ibrida localizzata a Innsbruck, in Austria, che collega il distretto di Hungerburg con il centro della città. Costruita a partire dal 2004, è stata inaugurata il 1º dicembre 2007 ed è dotata di quattro stazioni, progettate da Zaha Hadid.
L'attuale Hungerburgbahn ha sostituito una funicolare con lo stesso nome, ma che aveva un percorso diverso, che ha funzionato tra il 1906 e il 2005.